# Voltaire (kráter)

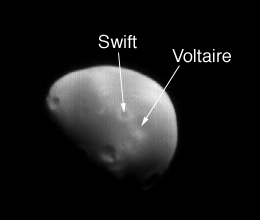
Krátery Swift a Voltaire na Deimosu

Voltaire je kráter na Deimosu, měsíci planety Mars. Jeho střední souřadnice činí 22° severní šířky a 3,5° západní délky. Má průměr cca 2–3 kilometry. Útvary na Deimosu jsou pojmenovány po spisovatelích, proto je pojmenovaný Mezinárodní astronomickou unií po francouzském spisovateli François-Marie Arouetovi známém pod pseudonymem Voltaire.
Voltaire je jeden ze dvou nejdříve pojmenovaných kráterů na Deimosu, druhým je Swift. 10. července 2006 vyfotografovala planetární sonda Mars Global Surveyor Deimos a pořídila záběry kráteru Voltaire.